# Druga Liga 2019
La Druga Liga 2019 è l'8ª edizione del campionato di football americano di secondo livello, organizzato dalla SAAF.

## Squadre partecipanti
| Club              | Città     | Stadio | Sponsor ufficiale | Risultato nella stagione 2018 |
| ----------------- | --------- | ------ | ----------------- | ----------------------------- |
| Banat Bulls       | Pančevo   |        |                   |                               |
| Kikinda Mammoths  | Kikinda   |        |                   |                               |
| Klek Knights      | Zrenjanin |        |                   |                               |
| Požarevac Pastuvi | Požarevac |        |                   |                               |
| Zemun Pirates     | Zemun     |        |                   |                               |

## Stagione regolare

### Calendario

#### 1ª giornata
| 14 aprile 2019, ore 15:00 | Požarevac Pastuvi | 0 – 26 | Kikinda Mammoths |  |

#### 2ª giornata
| 21 aprile 2019, ore 16:00 | Zemun Pirates | 0 – 46 | Banat Bulls |  |

#### 3ª giornata
| Zrenjanin 5 maggio 2019, ore 16:00 | Klek Knights | 6 – 0 (d.t.s.) (0-0 0-0 0-0 0-0 6-0) referto | Požarevac Pastuvi | Stadion Mala Amerika |
| Škorić OT1 ( TD ) run Marcatori    |              |                                              |                   |                      |
|                                    |              |                                              |                   |                      |
| Škorić OT1 (TD) run                | Marcatori    |                                              |                   |                      |

#### 4ª giornata
| 11 maggio 2019, ore 16:00 | Zemun Pirates | 14 – 23 | Klek Knights |  |

| 12 maggio 2019, ore 12:00 | Banat Bulls | 33 – 12 | Kikinda Mammoths |  |

#### 5ª giornata
| 25 maggio 2019, ore 16:00 | Kikinda Mammoths | 28 – 20 | Zemun Pirates |  |

| 26 maggio 2019, ore 16:00 | Klek Knights | 0 – 35 | Banat Bulls |  |

#### 6ª giornata
| 2 giugno 2019, ore 12:00 | Zemun Pirates | 21 – 24 | Požarevac Pastuvi |  |

#### 7ª giornata
| 8 giugno 2019, ore 16:30 | Kikinda Mammoths | 20 – 8 | Klek Knights |  |

| 9 giugno 2019, ore 17:00 | Banat Bulls | 21 – 0 | Požarevac Pastuvi |  |

| 20 maggio 2019, ore 17:00 | Požarevac Pastuvi | 0 – 19 | Zemun Pirates |  |

### Classifica
La classifica della regular season è la seguente:
- PCT = percentuale di vittorie, G = partite giocate, V = partite vinte,  P = partite perse, PF = punti fatti, PS = punti subiti

| Pos. | Squadra           | PCT  | G | V | N | P | PF  | PS  |
| ---- | ----------------- | ---- | - | - | - | - | --- | --- |
| 1    | Banat Bulls       | .750 | 4 | 3 | 0 | 1 | 125 | 20  |
| 2    | Kikinda Mammoths  | .750 | 4 | 3 | 0 | 1 | 127 | 54  |
| 3    | Klek Knights      | .500 | 4 | 2 | 0 | 2 | 108 | 112 |
| 4    | Požarevac Pastuvi | .250 | 4 | 1 | 0 | 3 | 71  | 90  |
| 5    | Zemun Pirates     | .000 | 4 | 0 | 0 | 4 | 60  | 65  |

## Playoff

### Tabellone
|  | Semifinali | Semifinali        | Semifinali |              |    | II Finale Druga Liga | II Finale Druga Liga | II Finale Druga Liga |  |
|  |            |                   |            |              |    |                      |                      |                      |  |
|  | 1          | Banat Bulls       | 31         |              |    |                      |                      |                      |  |
|  | 1          | Banat Bulls       | 31         |              |    |                      |                      |                      |  |
|  | 4          | Požarevac Pastuvi | 2          |              |    |                      |                      |                      |  |
|  | 4          | Požarevac Pastuvi | 2          |              | 1  | Banat Bulls          | 27                   |                      |  |
|  |            |                   |            |              | 1  | Banat Bulls          | 27                   |                      |  |
|  |            |                   | 2          | Klek Knights | 18 |                      |                      |                      |  |
|  | 2          | Kikinda Mammoths  | 2          | Klek Knights | 18 | 18                   |                      |                      |  |
|  | 2          | Kikinda Mammoths  |            |              |    |                      |                      |                      |  |
|  | 3          | Klek Knights      | 21         |              |    |                      |                      |                      |  |

### Semifinali
| 15 giugno 2019, ore 18:00 | Banat Bulls | 31 – 2 | Požarevac Pastuvi |  |

| 16 giugno 2019, ore 18:00 | Kikinda Mammoths | 18 – 21 | Klek Knights |  |

### II Finale
| 30 giugno 2019, ore 17:00 | Banat Bulls | 49 – 3 | Klek Knights |  |

## Verdetti
- Banat Bulls promossi in Prva Liga 2020